# Dimidiochromis compressiceps
Dimidiochromis compressiceps es una especie de peces de la familia Cichlidae en el orden de los Perciformes.

## Morfología
Los machos pueden llegar alcanzar los 23 cm de longitud total.

## Hábitat
Vive en zonas de clima tropical entre 22 °C-28 °C  de temperatura.

## Distribución geográfica
Se encuentran en África: lagos  Malawi y Malombe, y río Shire.